# Diana Paliiska
Diana Paliiska, född den 20 augusti 1966 i Plovdiv, Bulgarien, är en bulgarisk kanotist.
Hon tog OS-silver i K-2 500 meter och OS-brons i K-4 500 meter i samband med de olympiska kanottävlingarna 1988 i Seoul.